# Friedrich Emich Johann von Uexküll-Gyllenband
Friedrich Emich Johann von Uexküll-Gyllenband (* 11. September 1724; † 28. Januar 1810) war ein deutscher Aristokrat und württembergischer Politiker, der dem Adelsgeschlecht Uexküll entstammte.

## Leben
Wegen des Besitzes von Mönchzell wurde Uexküll-Gyllenband am 22. Februar 1790 als Mönchzeller Ortsherr Mitglied der Reichsritterschaft im Ritterkanton Kraichgau.
Uexküll-Gyllenband war seit 1743 Mitglied der adligen Bank im württembergischen Oberrat, seit 1766 Mitglied im Geheimen Rat und von 1797 bis 1799 Präsident des württembergischen Geheimen Rats. Zudem fungierte er als Kreis-Direktorial-Gesandter. Von 1777 bis 1799 war er Staatsminister in Württemberg. Uexküll-Gyllenband war 1785 einer der wenigen Trauzeugen der zunächst nicht bekanntgemachten Ehe zwischen Herzog Carl Eugen und Franziska von Hohenheim. Nach 1799 war Uexküll-Gyllenband Oberhofmeister in Tübingen. Mit der Abschaffung des Geheimen Rats regierte ab 1806 in Württemberg das Staatsministerium. Uexküll kaufte nach der Gründung des Königreichs Württemberg 1806 das Rittergut Eschenau mitsamt dem Schloss. Er war der Begründer der freiherrlichen Linie der Uexkülls im Großherzogtum Baden.

## Familiärer Hintergrund
Sein Vater war Friedrich Johann Emich von Üxküll-Gyllenband (* 14. April 1685; † 19. November 1768), erster Geheimer Rat, Hof- und Regierungsratspräsident, sowie Kirchenratspräsident der Markgrafschaft Baden-Durlach. Uexküll-Gyllenband war seit dem 29. November 1753 verheiratet mit Susanna Elisabeth Freiin von Palm (* 12. April 1733; † 21. November 1798). Der 1755 geborene Sohn war der württembergische Kunstsammler und Schriftsteller Karl Friedrich Emich von Uexküll, welcher mit Friedrich Schiller befreundet war. Uexküll-Gyllenbands zweiter Sohn August Heinrich Friedrich (* 17. August 1765; † 27. Oktober 1822) war königlich württembergischer Kammerherr sowie Geheimer Rat und Landvogt, Herr auf Mönchzell, Spechbach und Baierthal.